# Pleurospermum rupestre
Pleurospermum rupestre är en flockblommig växtart som först beskrevs av Mikhail Grigoríevič Popov, och fick sitt nu gällande namn av Kun Tsun Fu och Y.C.Ho. Pleurospermum rupestre ingår i släktet piplokor, och familjen flockblommiga växter. Inga underarter finns listade i Catalogue of Life.